# Коптево (Тамбовская область)
Коптево — село в Рассказовском районе Тамбовской области расположено на реке Нару-Тамбов, которая относится к речному бассейну Оки.

## География
Расстояние до
- районного центра Рассказово 25 км.
- областного центра Тамбов 34 км.

Ближайшие населенные пункты
Усть-Кензарь 3 км, Преображенье 4 км, Андреевка 5 км, Козелец 6 км, Котовское 7 км, Ахтырка 8 км.
Климат
Коптево расположено в лесостепной зоне, где преобладает умеренно континентальный, относительно сухой климат с тёплым летом и холодной, морозной зимой. Среднегодовая температура воздуха колеблется от +2 до +5ºС. Средняя температура июля +20ºС, января — 11ºС. Летом температура может повышаться до +30ºС, а зимой понижаться до −30ºС. Среднегодовое количество осадков от 400 до 650 мм.

## История
Село Коптево основано между 1704 и 1710 г. Тамбовскими служилыми людьми мелкими помещиками (однодворцами, детьми боярскими, военными и т.д.), находившимися на государственной службе в начале XVIII века. По первой переписи села 1710 г. в нем имелось 30 дворянских дворов и 1 драгунский, в которых проживало душ мужского пола 132 человека крепостных и дворовых (количенство дворян не указано). В 1714 г. осталось 22 двора, в которых проживало мужского пола 56 дворян и 58 крепостных и дворовых крестьян (см. РГАДА. Ф. 350. Оп. 1. Д. 404. Лл. 142об.-144). 
Название село получило по имени самого богатого помещика села Патрикея Андреевича Коптева (ок. 1638-после 1714), имевшего в 1704 г. 15 душ крестьян мужского пола (см. РГАДА. Ф. 1209. Оп. 1. Д. 1142. Л. 897об.). П.А. Коптев  владел поместной дачей в низовьях р. Лесной Тамбов (в районе с. Царевки), где проживал вместе со своим племянником Василием Коптевым и крепостными. После раздела имущества с племянником (который остался на прежнем месте жительства), переехал на вновь выделенную ему и другим дворянам землю на реке Нару-Тамбов у устья р. Кобылинка, где основал новое поселение. В 1714 г. П.А. Коптев постригся в монахи в Тамбовскмй Казанский монастырь (см. РГАДА. Ф. 350. Оп. 1. Д. 408. Лл. 617об-618). Детей мужского пола не имел.  
По свидетельству записи в «Окладных книгах новоселебным сёлам Тамбова и Козлова городов, нынешнего 1702 года» в 1712 г. в с. Коптево имелась часовня. Выражение «новоселебное» означало в словообразовании XVIII века «вновь заселённое», то есть только что образованное новое село.
«Часовня Рождества в ново селебном сельце Коптове. У тоя часовни двор попа Леонтия… Да приходу у тоя часовни пятнадцать дворов помещиковых, да восемь дворов безпоместных. Обложена в нынешнем 1712 году, генваря в 28 день. К сему окладу села Коптева поп Леонтий руку приложил». (Из документов ревизской сказки 1719—1722 годов). В селе Коптево жили однодворцы (91 мужчина в 26 домах) и дворовые люди (84 человека).
Ко второй переписи населения 1745 года в селе Коптево было однодворцев — 375 человек, дворовых, крепостных крестьян и мелких помещиков — 361 человек.
По переписи 1834 года в селе Коптево проживало 576 человек (276 мужчин и 300 женщин) в 79 домах.
Значительная часть села была уничтожена советской властью при жестоком подавлении Тамбовского восстания.

## Население
| 2010 |
| ---- |
| 442  |

## Инфраструктура
В селе работает сельскохозяйственное предприятие ООО «МАЛКОМ-АГРО» (растениеводство и животноводство), налажена торговля. Есть детский сад, МОУ Коптевская средняя общеобразовательная школа им. Героя Советского Союза А. Р. Посконкина, филиал районного Дома культуры, библиотека и ФАП.

## Музеи
- При МБОУ Верхнеспасской СОШ создан музей истории[12].

- Литературно-мемориальный музей С. Н. Сергеева-Ценского, открыт к 100-летнему юбилею писателя[13].

- Ежегодно в селе Коптево проходят литературные праздники, литературно-музыкальные фестивали,[14] встречи с представителями творческой интеллигенции[15].

## Известные люди
Герой Советского Союза Посконкин, Александр Романович уроженец села Коптево.